# Pseudoeriosema
Pseudoeriosema es un género de plantas con flores con seis especies perteneciente a la familia Fabaceae. Es originario de África tropical.

## Especies
- Pseudoeriosema andongense
- Pseudoeriosema bequaertii
- Pseudoeriosema borianii
- Pseudoeriosema homblei
- Pseudoeriosema longipes
- Pseudoeriosema moeroense